# Ельжбецин (Журомінський повіт)
Ельжбецин (пол. Elżbiecin) — село в Польщі, у гміні Лютоцин Журомінського повіту Мазовецького воєводства.
Населення — 50 осіб (2011).
У 1975-1998 роках село належало до Цехановського воєводства.

## Демографія
Демографічна структура станом на 31 березня 2011 року:
|          | Загалом | Допрацездатний вік | Працездатний вік | Постпрацездатний вік |
| -------- | ------- | ------------------ | ---------------- | -------------------- |
| Чоловіки | 26      | 7                  | 15               | 4                    |
| Жінки    | 24      | 3                  | 9                | 12                   |
| Разом    | 50      | 10                 | 24               | 16                   |